# Кім Хє Юн
У цьому корейському імені прізвище (Кім) стоїть перед особовим ім'ям.
Кім Хє Юн (кор. 김혜윤, ханча: 金惠奫; нар. 10 листопада 1996) — південнокорейська акторка і модель. Вперше вона стала відомою завдяки ролі Кан Є Со в телесеріалі «Замок SKY» (2018—2019) каналу JTBC і отримала свою першу головну роль у «Надзвичайна ти» (2019) каналу MBC. Різні корейські ЗМІ охрестили Хє Юн титулом «Молодша сестра нації».

## Кар'єра

### 2013—2018: Початок кар'єри
Кім Хє Юн дебютувала як акторка «Теленовели KBS: Самсені» 2013 року каналу KBS2, де зіграла другорядного персонажа у підліткові роки. Зігравши незабутню роль у кримінальному трилері «Погані хлопці» каналу OCN 2014 року, вона зосередилася на навчанні й зробила гостьові появи лише в кількох драмах, оскільки в 2015 році Хє Йон отримала повну стипендію в університеті Конґук, одному з провідних університетів Кореї. Вона отримала спеціальність «Кінознавство», і деякі її роботи були представлені на різних студентських кінофестивалях.

### 2019—2021: Зростання популярності
Напередодні закінчення університету в лютому 2019 року Хє Йон почала пробуватися на великі ролі, зокрема для сатиричної драми «Замок SKY» каналу JTBC. Величезний успіх серіалу разом із її характерною роллю амбітної та недружелюбної, але жіночної старшокласниці вивели її на славу та принесли їй перемогу на 55-тій Премії мистецтв Пексан за Найкращий жіночий акторський дебют.
У 2019 році Хє Йон вперше зіграла головну героїню в шкільній фентезійній драмі «Надзвичайна ти» каналу MBC, яка заснованій на популярному вебтуні Daum «Липень знайдено випадково». Вона отримала подальше визнання, вигравши нагороду як Нової акторки, так і Нагороду за майстерність на Премії MBC драма. У тому ж році, Хє Юн зіграла головну роль у психологічному трилері «Опівночі», де зобразила Со Джон.
Свою першу головну роль у кіно Хє Йон отримала у фільмі «Дівчина на бульдозері» 2020 року. У тому ж році вона також підтвердила, що братиме участь у завчасно знятому серіалі «Підсніжник» каналу JTBC 2021 року, в якому вона возз'єдналася з продюсерською командою хітової драми «Замок SKY».
Невдовзі перед завершенням зйомок «Підсніжник» Хє Йон отримала пропозицію знятися в історичному серіалі «Таємний королівський інспектор і Чой» каналу tvN 2021 року. Прем'єра драми відбулася напередодні серіалу «Підсніжник».

### 2022–тепер: Прорив у кра'єрі
У 2022 році Хє Йон за роль Ку Хє Йон у містичній драматичному фільмі «Дівчина на бульдозері» отримала визнання критиків і принесла їй кілька нагород у престижних шоу, таких як Кінопремія «Блакитний дракон» і Премія «Великий дзвін» за найкращу жіночу роль, а також нагороду «Висхідна зірка Азії» на Азійському кінофестивалі у Нью-Йорку. Примітно, що вона також була номінована на категорію «Найкращий жіночий акторський дебют» на 59-ій церемонії Премії мистецтв Пексан. Завдяки успіху фільму Хє Йон отримала 10 номінацій, вигравши 6 з них. Її досягнення були також визнані журналом Forbes, який включив її до свого списку Forbes 30 Under 30.
Після того, як протягом 2022 року Хє Йон зосередила свою увагу на просуванні та виробництві своїх двох фільмів «Дівчина на бульдозері» та «Так само», було оголошено, що вона повернеться на малий екран із фентезійною драмою «Кохана бігунка» каналу tvN. Хє Йон зіграє роль Ім Соль. Прем'єра драми запланована на другу половину 2023 року.

## Фільмографія

### Фільми
| Рік  | Назва                               | Роль                            | Замітки                                                                                        | Прим.         |
| ---- | ----------------------------------- | ------------------------------- | ---------------------------------------------------------------------------------------------- | ------------- |
| 2013 | «Гра у схованки»                    | Учениця у школі середніх класів | Допоміжна роль                                                                                 | [ 25 ]        |
| 2013 | «Привіт, Сеуле»                     | молода Пак Мі Ок                | Рекламний короткометражний фільм, що створений для MIOGGI Hong Kong / Короткометражний фільм   | [ 26 ]        |
| 2015 | «Геліос»                            | Сестра Пак У Чхоля              | Допоміжна роль                                                                                 | [ 27 ]        |
| 2015 | «Ви не можете зупинити ритм»        |                                 | Документальний короткометражний фільм                                                          | [ 28 ]        |
| 2016 | «Паккхас леді»                      | Медсестра                       |                                                                                                | [ 27 ]        |
| 2016 | «Зламано»                           | Хє Юн                           | 9-ий Випускний кінофестиваль Конґуку — Короткометражний фільм                                  | [ 29 ]        |
| 2016 | «Незайнята дорога»                  | Дівчина                         | 9-ий Випускний кінофестиваль Конґуку — Короткометражний фільм                                  | [ 30 ]        |
| 2016 | «Курячий біг»                       |                                 | 9-ий Випускний кінофестиваль Конґуку — Короткометражний фільм                                  | [ 31 ]        |
| 2016 | «Відхилення»                        |                                 | 25-ий Кінофестиваль Конґуку — Короткометражний фільм                                           | [ 32 ]        |
| 2016 | «Весняне небо»                      |                                 | 25-ий Кінофестиваль Конґуку — Короткометражний фільм                                           | [ 32 ]        |
| 2016 | «Потворний день»                    | Со Хьон                         | 25-ий Кінофестиваль Конґуку — Короткометражний фільм                                           | [ 33 ]        |
| 2016 | «Комплекс коника»                   |                                 | 26-ий Кінофестиваль Конґуку — Короткометражний фільм                                           | [ 34 ]        |
| 2017 | «Мемуари вбивці»                    | молода Марія                    |                                                                                                | [ 25 ]        |
| 2017 | «День, коли я не хочу йти до школи» | Лім Ин Джон                     | Короткометражний фільм                                                                         | [ 35 ]        |
| 2017 | «Пам'ять Сунчхон»                   | Йон О                           | Короткометражний фільм                                                                         | [ 36 ]        |
| 2017 | «Кран»                              | молода Ин А                     | Короткометражний фільм                                                                         | [ 37 ]        |
| 2017 | «Інтерв'ю»                          |                                 | 2-ий Кінофестиваль випуску університету Конґуку за спеціальність Кіно — Короткометражний фільм | [ 38 ]        |
| 2017 | «Ліричний світ»                     |                                 | 2-ий Кінофестиваль випуску університету Конґуку за спеціальність Кіно — Короткометражний фільм | [ 38 ]        |
| 2017 | «Безповоротнє, чи не так»           |                                 | 2-ий Кінофестиваль випуску університету Конґуку за спеціальність Кіно — Короткометражний фільм | [ 38 ]        |
| 2017 | «Сказати тобі»                      |                                 | 2-ий Кінофестиваль випуску університету Конґуку за спеціальність Кіно — Короткометражний фільм | [ 38 ]        |
| 2017 | «Обличчя батька»                    | Пак Хє Юн                       | 2-ий Кінофестиваль випуску університету Конґуку за спеціальність Кіно — Короткометражний фільм |               |
| 2018 | «Від світанка до світанку»          | Сон Йон                         | Короткометражний фільм                                                                         | [ 39 ]        |
| 2018 | «Бета»                              | Кім Чон Хьон                    | 34-ий Випускний кінофестиваль Корейської академії кіномистецтв — Короткометражний фільм        | [ 40 ]        |
| 2018 | «Звіт про банальність судження»     | Юн Джі                          | 29-ий Кінофестиваль Конґуку — Короткометражний фільм                                           | [ 41 ]        |
| 2019 | «Інша дитина»                       | Чон Хьон Джу                    | Допоміжна роль                                                                                 | [ 25 ]        |
| 2019 | «Погані хлопці: Влада хаосу»        | О Чі Йон                        | Камео                                                                                          | [ 25 ]        |
| 2019 | «Вчора»                             | Хє Джі                          | Короткометражний фільм                                                                         |               |
| 2019 | «Сьогодні»                          | Хє Джі                          | Короткометражний фільм                                                                         |               |
| 2019 | «Завтра»                            | Силь Ґі                         | Короткометражний фільм                                                                         |               |
| 2021 | «Опівночі»                          | Со Джон                         | Фільм TVING                                                                                    | [ 42 ] [ 15 ] |
| 2022 | «Дівчина на бульдозері»             | Ку Хє Йон                       | Представлено в Кореї на 26-му Міжнародному кінофенстивалі у Пусані                             | [ 43 ]        |
| 2022 | «Так само»                          | Со Хан Соль                     |                                                                                                | [ 44 ]        |

### Телесеріали
| Рік       | Назва                                     | Роль                                       | Замітки                      | Мережа        | Прим.  |
| --------- | ----------------------------------------- | ------------------------------------------ | ---------------------------- | ------------- | ------ |
| 2012      | «Великий провидець»                       | Зв'язанна дівчина                          | Допоміжна роль               | SBS           | [ 45 ] |
| 2012      | «Сумую за тобою»                          | Учениця                                    | Допоміжна роль, с. 2         | MBC           | [ 45 ] |
| 2012      | «Сім'я»                                   | Дівчина                                    | Допоміжна роль, с. 63        | KBS2          | [ 45 ] |
| 2013      | «Самсені»                                 | Чон Юн Хє у підлітковому віці              | «Теленовели KBS»             | KBS2          | [ 6 ]  |
| 2013      | «Король амбіцій»                          | Дівчина на зупинці автобуса                | Допоміжна роль, с. 22        | SBS           | [ 46 ] |
| 2013      | «Я можу почути твій голос»                | Кім Йон Джін                               | Допоміжна роль, с. 1         | SBS           | [ 46 ] |
| 2013      | «Підозріла домогосподарка»                | Пан Су Йон                                 | Допоміжна роль, с. 6         | SBS           |        |
| 2014      | «Родина Ван»                              | Молода Ван Хо Бак                          | Допоміжна роль, с. 40        | KBS2          |        |
| 2014      | «Погані хлопці»                           | О Чі Йон                                   |                              | OCN           | [ 7 ]  |
| 2014      | «Гордість і упередження»                  | Кан Хан На                                 | Допоміжна роль, с. 15        | MBC           | [ 47 ] |
| 2015      | «Удар»                                    | Донька Чо Кан Дже                          | Допоміжна роль, с. 11        | SBS           | [ 46 ] |
| 2015      | «Донька як і ти»                          | Молода Ма Чі Сон                           | Допоміжна роль, с. 1         | MBC           |        |
| 2015      | «Повернення Хван Ким Бока»                | Молода Хван Ин Сіль                        | Допоміжна роль, с. 7         | SBS           | [ 47 ] |
| 2015      | «Прихована ідентичність»                  | Молода Чан Мін Джу                         | Допоміжна роль, с. 14        | tvN           |        |
| 2015      | «Пані Коп»                                | Дівчина-утікачка                           | Допоміжна роль, с. 5         | SBS           | [ 48 ] |
| 2016      | «Містичні першокурсники»                  | Студентка університету                     | Допоміжна роль, с. 1         | SBS           |        |
| 2016      | «Лікарі»                                  | Дівчина у школі старших класів             | Допоміжна роль, с. 2         | SBS           | [ 46 ] |
| 2016      | «Попелюшка з чотирма лицарями»            | Продавчиня у крамниці зручностей           | Допоміжна роль, с. 2         | tvN           |        |
| 2016      | «Король шопінгу Луї»                      | Сон Йон А                                  | Допоміжна роль, с. 2, 6 і 13 | MBC           | [ 49 ] |
| 2016      | «Легенда блакитного моря»                 | Донька Чан Чін Ок                          | Допоміжна роль, с. 3         | SBS           | [ 46 ] |
| 2017      | «Гоблін»                                  | Молода версія овдовілої старої леді        | Допоміжна роль, с. 15        | tvN           | [ 50 ] |
| 2017      | «Три кольорові фантазії: Королева кільця» | Дівчина, що сидить разом зі своїми друзями | Допоміжна роль, с. 3         | MBC, Naver TV |        |
| 2017      | «Тунель»'                                 | Молода Кім Йон Джа                         | Допоміжна роль, с. 3 і 13    | OCN           | [ 47 ] |
| 2017      | «Променистий офіс»                        | Погана дівчина                             | Допоміжна роль, с. 8         | MBC           | [ 49 ] |
| 2017–2018 | «Чоловік на кухні»                        | Чон Су Джі                                 |                              | MBC           | [ 51 ] |
| 2018      | «Сумнівна перемога»                       | Молода Кук Су Ран                          | Допоміжна роль, с. 26        | SBS           |        |
| 2018      | «Прийди та обійми мене»                   | Йон Сіль                                   | Допоміжна роль, с. 6 і 7     | MBC           | [ 46 ] |
| 2018      | «Поїмо 3»                                 | Донька пацієнта, що потрапив у ДТП         | Допоміжна роль, с. 1         | tvN           | [ 52 ] |
| 2018–2019 | «Замок SKY»                               | Кан Є Со                                   |                              | JTBC          | [ 9 ]  |
| 2019      | «Надзвичайна ти»                          | Ин Дан О                                   |                              | MBC           | [ 53 ] |
| 2020      | «Записки юності»                          | Лі Бо Ра                                   | Камео, с. 1                  | tvN           | [ 54 ] |
| 2020      | «Продовжити жити»                         | Со Хьон А                                  | Камео, с. 1                  | JTBC          | [ 55 ] |
| 2020      | «Справжня краса»                          | Ин Дан О                                   | Камео, с. 4                  | tvN           | [ 56 ] |
| 2021      | «Таємний королівський інспектор і Чой»    | Кім Чой                                    |                              | tvN           | [ 18 ] |
| 2021–2022 | «Підсніжник»                              | Кє Бун Ок                                  |                              | JTBC          | [ 17 ] |
| 2022      | «Прибирання»                              | Чу Хьон                                    | Камео, с. 1, 7 та 13-15      | JTBC          | [ 57 ] |
| 2024      | «Кохана бігунка»                          | Ім Соль                                    |                              | tvN           | [ 24 ] |

### Вебсеріали
| Рік  | Назва                                                         | Роль        | Замітки                                                           | Платформа | Прим.  |
| ---- | ------------------------------------------------------------- | ----------- | ----------------------------------------------------------------- | --------- | ------ |
| 2016 | «Всезнальний погляд на нерозділене кохання: 1 сезон»          | Акторка     |                                                                   | YouTube   | [ 58 ] |
| 2016 | «Всезнальний погляд на нерозділене кохання: 2 сезон»          | Кім Хє Юн   |                                                                   | YouTube   | [ 59 ] |
| 2016 | «П'яниця»                                                     | Сін Хо Джон |                                                                   | YouTube   | [ 60 ] |
| 2017 | «Всезнальний погляд на нерозділене кохання: 3 сезон»          | Кім Хє Юн   | Камео                                                             | YouTube   | [ 61 ] |
| 2017 | «Надприродне?»                                                | Сін Хо Джон |                                                                   | YouTube   | [ 62 ] |
| 2018 | «Соціальна історія — Сльози шукача роботи»                    | Кім Хє Юн   |                                                                   | YouTube   | [ 63 ] |
| 2019 | «Всезнальний погляд на нерозділене кохання: Спеціальні серії» | Кім Хє Юн   | Рекламний вебсеріал, що створений на замовлення «KB Kookmin Card» | YouTube   | [ 64 ] |

### Телевізійні шоу
| Рік  | Назва                                               | Роль                        | Замітки                                     | Прим.  |
| ---- | --------------------------------------------------- | --------------------------- | ------------------------------------------- | ------ |
| 2021 | «Провести час з Ю»                                  | Учасниця акторського складу | Разом жити і разом падати 2021, Серії 80–82 | [ 65 ] |
| 2021 | «Красуня і чудовисько»                              | Учасниця акторського складу |                                             | [ 66 ] |
| 2021 | «Закон джунглів — Спеціальні весняні серії в Чеджу» | Учасниця акторського складу | Серії 446—448                               | [ 67 ] |

### Поява у музичних відео
| Рік  | Назва пісні                      | Виконавець             | Прим.  |
| ---- | -------------------------------- | ---------------------- | ------ |
| 2017 | «Water Dept.»                    | 9 and the Numbers      | [ 68 ] |
| 2019 | «DAY BY DAY» (англійська версія) | Bigman                 | [ 69 ] |
| 2020 | «Not Anyone Else»                | Кім На Йон             | [ 70 ] |
| 2020 | «Afternoon»                      | Джей Пак, G.Soul, pH-1 | [ 71 ] |
| 2022 | «Drunken Night»                  | Чіа, Хо Ґак            | [ 72 ] |

## Як посол
| Рік  | Назва                                                                 | Прим.  |
| ---- | --------------------------------------------------------------------- | ------ |
| 2019 | Почесний посол інформаційно-просвітницької кампанії «IDOO» міста Сеул | [ 73 ] |
| 2021 | Почесний посол 10-го Корейського ярмарку пожертв на освіту            | [ 74 ] |

## Нагороди та номінації
| Церемонія нагородження                     | Рік  | Категорія                                                           | Номінант / Робота                                     | Результат | Прим.         |
| ------------------------------------------ | ---- | ------------------------------------------------------------------- | ----------------------------------------------------- | --------- | ------------- |
| Премія азійський артист                    | 2020 | Нагорода за потенціал                                               | Кім Хє Юн                                             | Перемога  | [ 75 ] [ 76 ] |
| Премія «Азійська модель»                   | 2019 | Нагорода «Висхідна зірка»                                           | Кім Хє Юн                                             | Перемога  | [ 77 ]        |
| Премія мистецтв Пексан                     | 2019 | Найкращий акторський дебют (жінки) — Телебачення                    | «Замок SKY»                                           | Перемога  | [ 78 ]        |
| Премія мистецтв Пексан                     | 2023 | Найкращий акторський дебют (жінки) — Кіно                           | «Дівчина на бульдозері»                               | Номінація | [ 79 ]        |
| Кінопремія «Блакитний дракон»              | 2022 | Найкраща нова акторка                                               | «Дівчина на бульдозері»                               | Перемога  | [ 80 ]        |
| Кінопремія Буїль                           | 2022 | Найкращий акторський дебют (жінки)                                  | «Дівчина на бульдозері»                               | Номінація | [ 81 ]        |
| Премія мистецького кіно Чхунса             | 2022 | Найкращий акторський дебют (жінки)                                  | «Дівчина на бульдозері»                               | Номінація | [ 82 ]        |
| Режисерська премія                         | 2023 | Найкращий акторський дебют (жінки)                                  | «Дівчина на бульдозері»                               | Номінація | [ 83 ]        |
| Премія «Золота кінематографія»             | 2022 | Спеціальна суддівська нагорода                                      | Кім Хє Юн                                             | Перемога  | [ 84 ]        |
| Премія «Великий дзвін»                     | 2022 | Найкращий акторський дебют (жінки)                                  | «Дівчина на бульдозері»                               | Перемога  | [ 85 ]        |
| Премія корейської культури та розваг       | 2019 | Нагорода за майстерність, Акторка в драмі                           | «Замок SKY»                                           | Перемога  | [ 86 ]        |
| Премія корейської асоціації кінопродюсерів | 2022 | Найкращий акторський дебют (жінки)                                  | «Дівчина на бульдозері»                               | Перемога  | [ 87 ]        |
| Премія корейського першого бренду          | 2019 | Нагорода «Висхідна зірка», акторка                                  | Кім Хє Юн                                             | Перемога  | [ 88 ]        |
| Премія MBC драма                           | 2019 | Нагорода за майстерність, Найкраща акторка середо-четвергової драми | «Надзвичайна ти»                                      | Перемога  | [ 89 ]        |
| Премія MBC драма                           | 2019 | Найкраща нова акторка                                               | «Надзвичайна ти»                                      | Перемога  | [ 89 ]        |
| Премія MBC драма                           | 2019 | Найкраща пара                                                       | Кім Хє Юн (з Роуном та Лі Че Уком) («Надзвичайна ти») | Номінація | [ 90 ]        |
| Азійський кінофестиваль у Нью-Йорку        | 2022 | Нагорода «Висхідна зірка Азії»                                      | «Дівчина на бульдозері»                               | Перемога  | [ 91 ]        |
| Кінопремія «Дика квітка»                   | 2023 | Найкращий акторський дебют (жінки)                                  | «Дівчина на бульдозері»                               | Перемога  | [ 92 ]        |

### Рейтингові списки
| Видавець | Рік  | Список             | Місце    | Прим.  |
| -------- | ---- | ------------------ | -------- | ------ |
| Forbes   | 2023 | Forbes 30 Under 30 | Включено | [ 93 ] |

## Виноски
1. ↑  У значенні ігрового автомата. Детальніше: Кран.
2. ↑  В оригіналі — кор. 동거동락, дослівно «Разом жити і разом розділяти щастя».